# Пионерское сельское поселение (Рязанская область)
Пионерское сельское поселение — муниципальное образование (сельское поселение) в составе Рыбновского района Рязанской области России.
Административный центр  — посёлок Пионерский.

## История
Пионерское сельское поселение образовано в 2006 г. В его состав на тот момент вошли 14 населённых пунктов: поселок Пионерский, села Калиновка, Ходяйново, Токарево, деревни Большое Алешино, Бараково, Малое Алешино, Верейкино, Качаново, Китаево, Клишино, Петровское, Сапково, Сливково. В апреле 2014 г. к Пионерскому сельскому поселению были присоединены Большежоковское и Комсомольское сельские поселения.

## Население
| 2010  | 2012  | 2013  | 2014  | 2015  | 2016  | 2017  |
| ----- | ----- | ----- | ----- | ----- | ----- | ----- |
| 657   | ↘649  | ↘637  | ↘619  | ↗1344 | ↘1300 | ↘1256 |
| 2018  | 2019  | 2020  | 2021  |       |       |       |
| ↘1249 | ↘1245 | ↘1229 | ↗1312 |       |       |       |

## Состав сельского поселения
| №  | Населённый пункт    | Тип населённого пункта          | Население |
| -- | ------------------- | ------------------------------- | --------- |
| 1  | Бараково            | деревня                         | 65        |
| 2  | Бариново            | деревня                         | ↘7        |
| 3  | Богословка          | деревня                         | 14        |
| 4  | Бойчицы             | деревня                         | 8         |
| 5  | Большое Алешино     | деревня                         | 6         |
| 6  | Большое Жоково      | село                            | ↘322      |
| 7  | Борисовское         | село                            | ↘65       |
| 8  | Бортники            | деревня                         | ↘6        |
| 9  | Верейкино           | деревня                         | 51        |
| 10 | Железницкие Выселки | деревня                         | 7         |
| 11 | Железницы           | деревня                         | ↘44       |
| 12 | Калиновка           | село                            | ↘74       |
| 13 | Качаново            | деревня                         | 6         |
| 14 | Китаево             | деревня                         | 4         |
| 15 | Клишино             | деревня                         | 3         |
| 16 | Комсомольский       | посёлок                         | 218       |
| 17 | Крупники            | село                            | ↘14       |
| 18 | Малое Алешино       | деревня                         | 3         |
| 19 | Малое Жоково        | деревня                         | 10        |
| 20 | Малышево            | деревня                         | ↘18       |
| 21 | Петровское          | деревня                         | ↘9        |
| 22 | Пионерский          | посёлок, административный центр | ↗400      |
| 23 | Сапково             | деревня                         | ↘6        |
| 24 | Синьково            | деревня                         | 2         |
| 25 | Ситьково            | деревня                         | 7         |
| 26 | Сливково            | деревня                         | 0         |
| 27 | Тайчины             | деревня                         | 14        |
| 28 | Токарево            | село                            | ↘21       |
| 29 | Требушки            | деревня                         | 0         |
| 30 | Филиппово           | село                            | ↘0        |
| 31 | Ходяйново           | село                            | ↘9        |
| 32 | Чернеево            | деревня                         | 1         |
| 33 | Щекотово            | деревня                         | 4         |

## Археология
Железницкий (иногда Зарайский) клад серебра весом более трёх фунтов был найден близ села Железницы на реке Осетре в 1855 году. Местный купец А. П. Бахрушин передал находку в Московское общество истории и древностей российских. Состав железницкого клада: 258 куфических, в основном аббасидских, дирхемов второй половины IX века, две шейные гривны, шесть браслетов, пять серег, восемь височных колец.  Лучевые серьги (височные кольца) из Супрут и Железницкого клада относятся ко второму этапу развития, во время которого шёл активный поиск новых форм и сочетаний элементов, о чём свидетельствует разнообразие типов украшений. Ранние лучевые височные кольца, послужившие прототипами семилучевых и семилопастных укражений радимичей и вятичей, имеют дунайское происхождение.